# Деруэнт (приток Трента)
Деруэнт (англ. Derwent) — река в графстве Дербишир, длиной 80 км, левый приток реки Трент.

## География

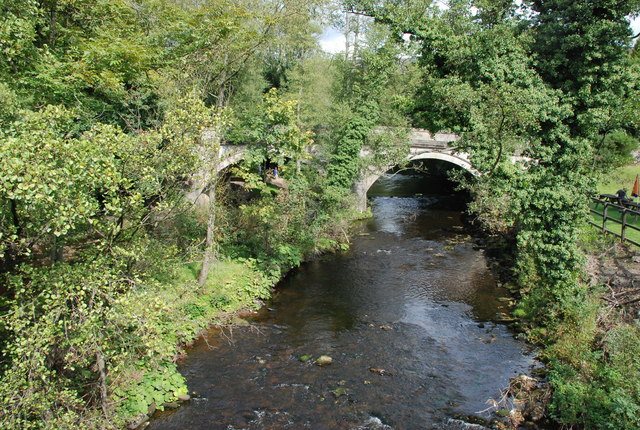
Река Деруэнт в деревне Калвер

Берёт начало из южных отрогов Пеннинских гор, с горы Бликлоу, в 9 километрах к востоку от города Глоссоп. Большую часть своего пути протекает по территории Национального парка Пик-Дистрикт. В верховьях реки построены водохранилища Хоуден, Деруэнт и Ледибауэр. Устье Деруэнта находится в 11 километрах юго-западнее Дерби при впадении в реку Трент.
Притоки — Амбер, Бентли-Брук, Ноу, Уай, Эшоп, Экклзбурн.

## Населённые пункты
Населённые пункты на реке Деруэнт от истока к устью: Бамфорд, Хатерсейдж, Гриндлфорд, Калвер, Баслоу, Чатсуорт-хаус, Роусли, Дарли-Дейл, Матлок, Мэтлок-Бат, Кромфорд, Уотстендвелл, Амбергейт, Белпер, Милфорд, Даффилд, Дарли-Эбби, Дерби, Дрейкотт.

## Транспорт
Вдоль реки между городами Матлок и Дерби проходит железнодорожная линия «Derwent Valley Line», между Матлоком и деревней Роусли линия «Peak Rail». От Роусли до Дерби вдоль реки идёт дорога A6, связывающая Дербишир с северо-западом Англии.

## Достопримечательности
- Чатсуорт-хаус — резиденция герцогов Девонширских, построенная в конце XVII века[3]
- Фабрики в долине реки Деруэнт — промышленный ландшафт, сформированный текстильными фабриками XVIII и XIX веков. В 2001 году включён в список объектов Всемирного наследия ЮНЕСКО в Великобритании:[4]
  - Фабрика в Кромфорде
  - Фабрика в Массоне
- Мост Хэндисайд

## Интересные факты
Один из колледжей Университета Йорка был основан в 1965 году и назван Деруэнт-колледжем по названию реки.

## Галерея

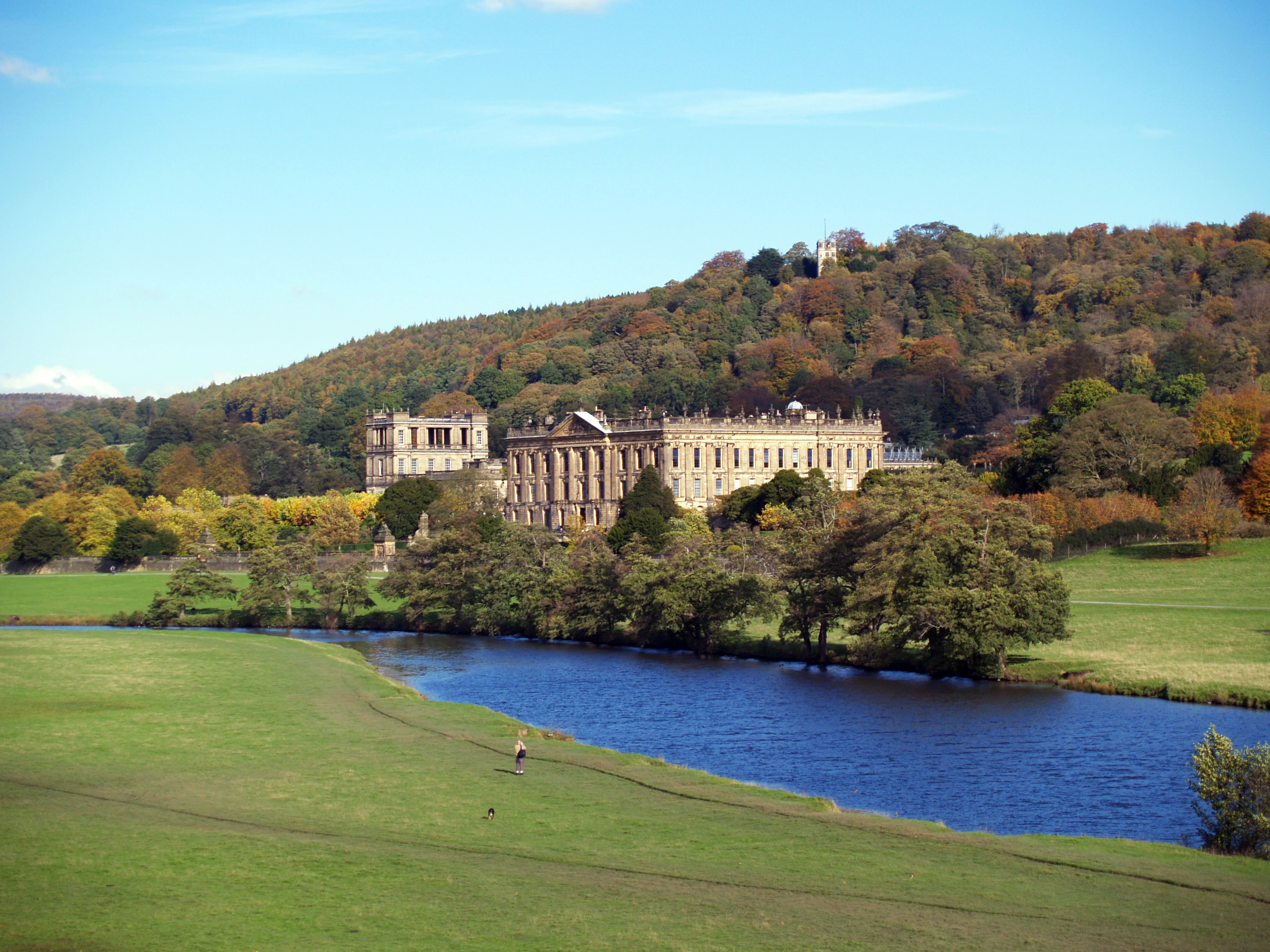
Чатсуорт-хаус
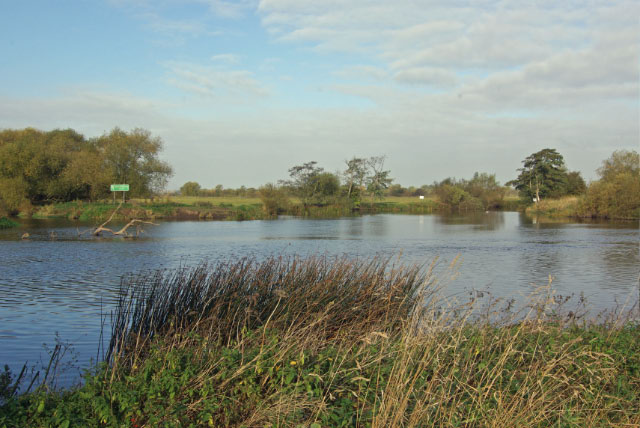
Устье Деруэнта
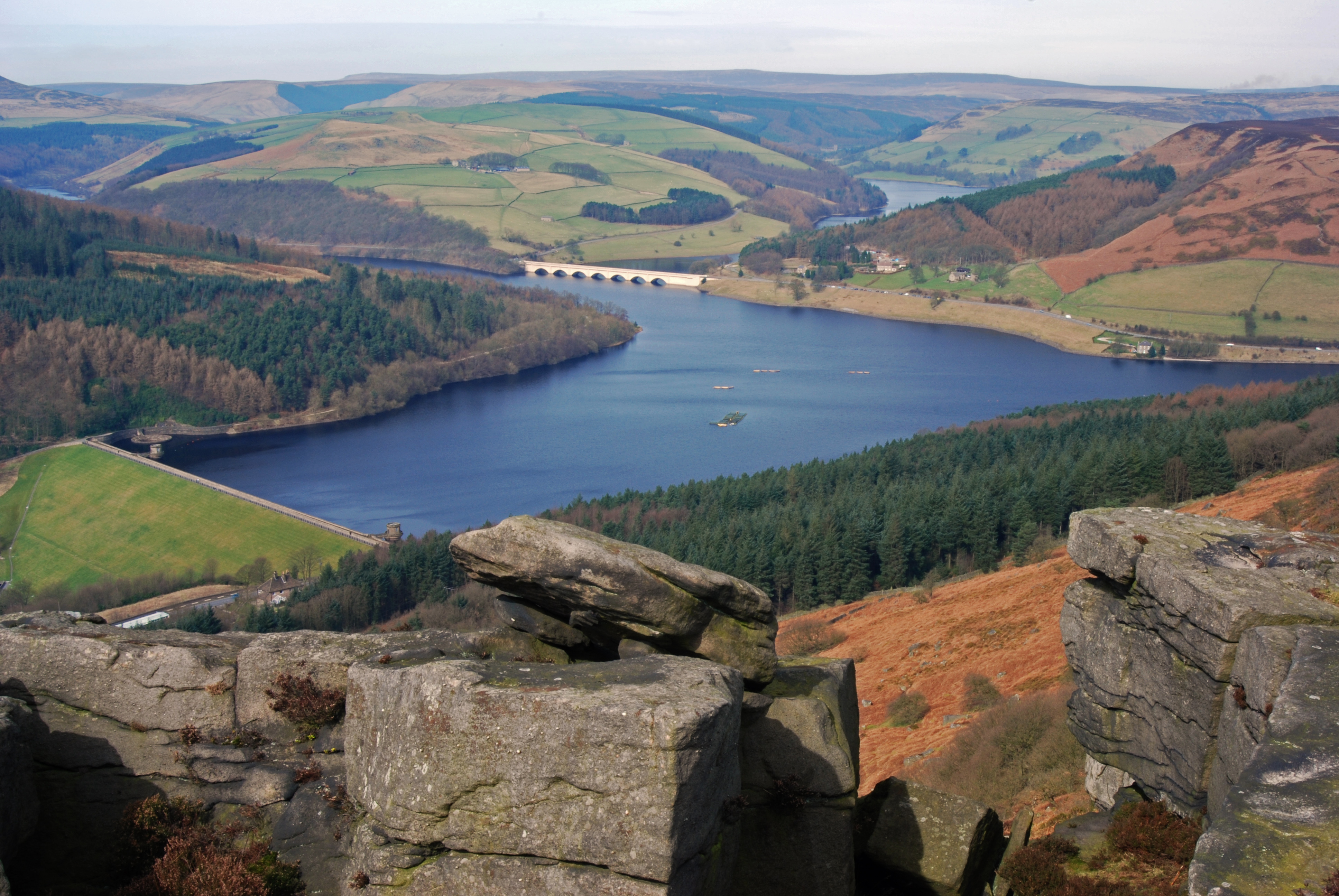
Водохранилище Ледибоуэр
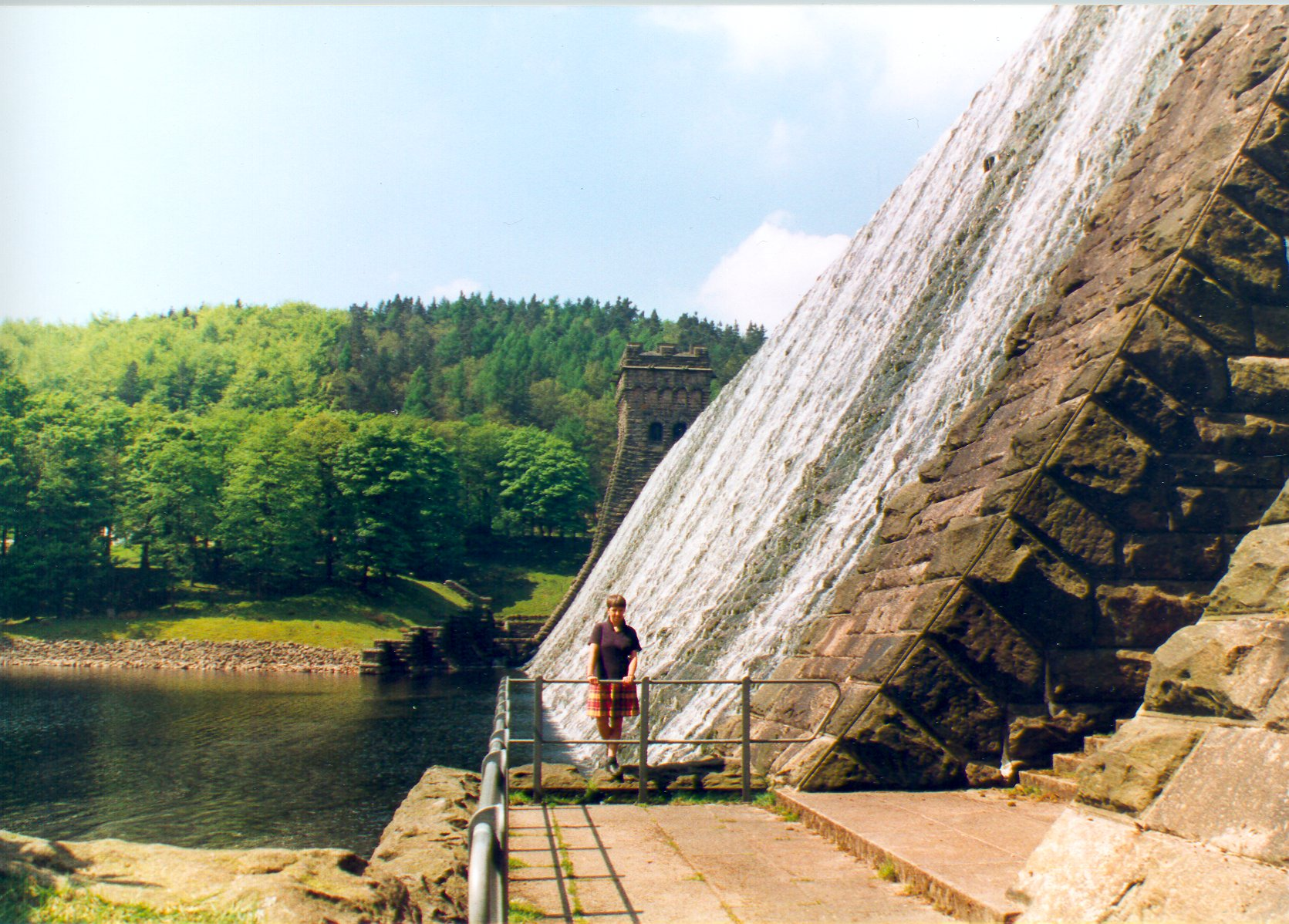
Дамба водохранилища Деруэнт
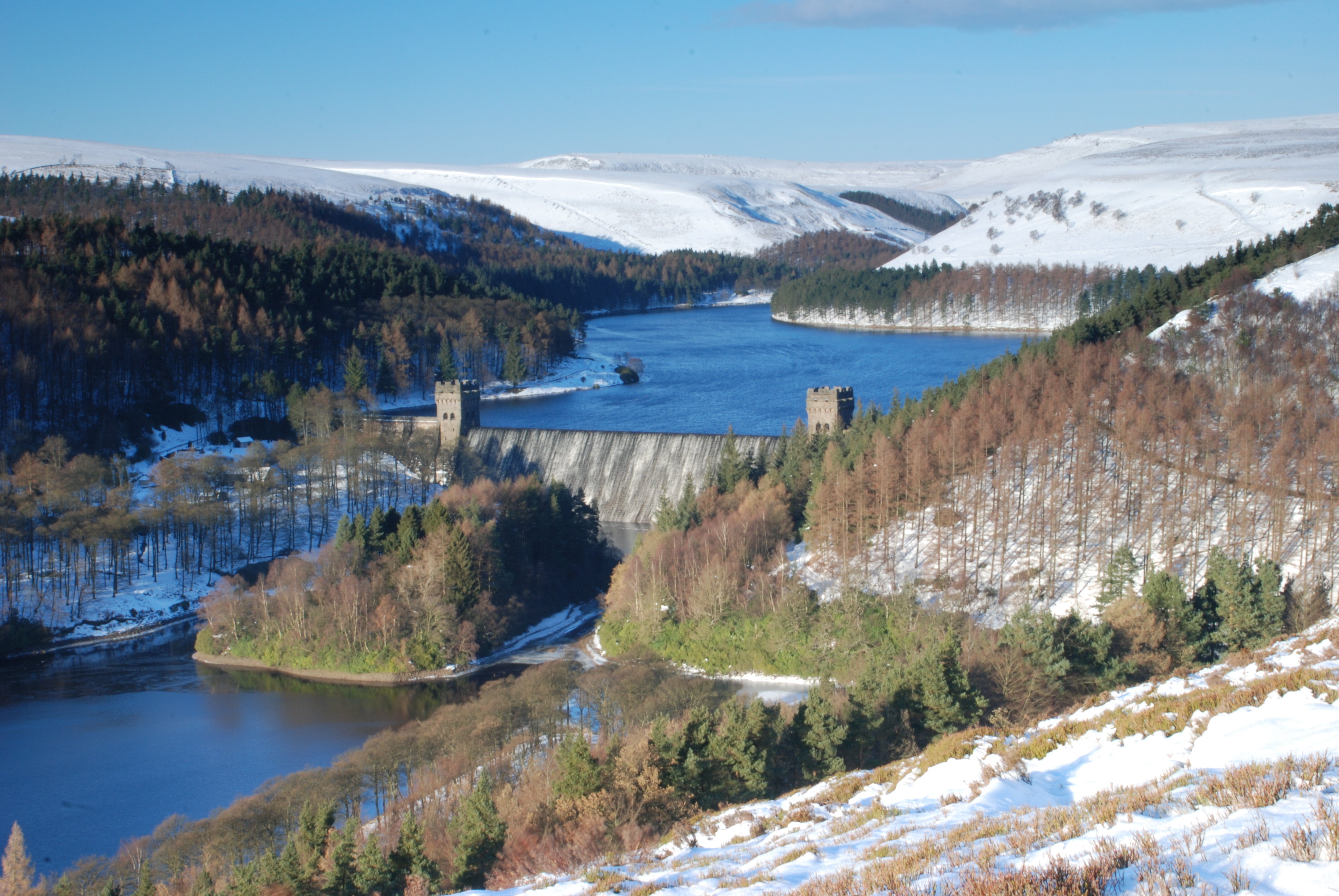
Водохранилище Хоуден
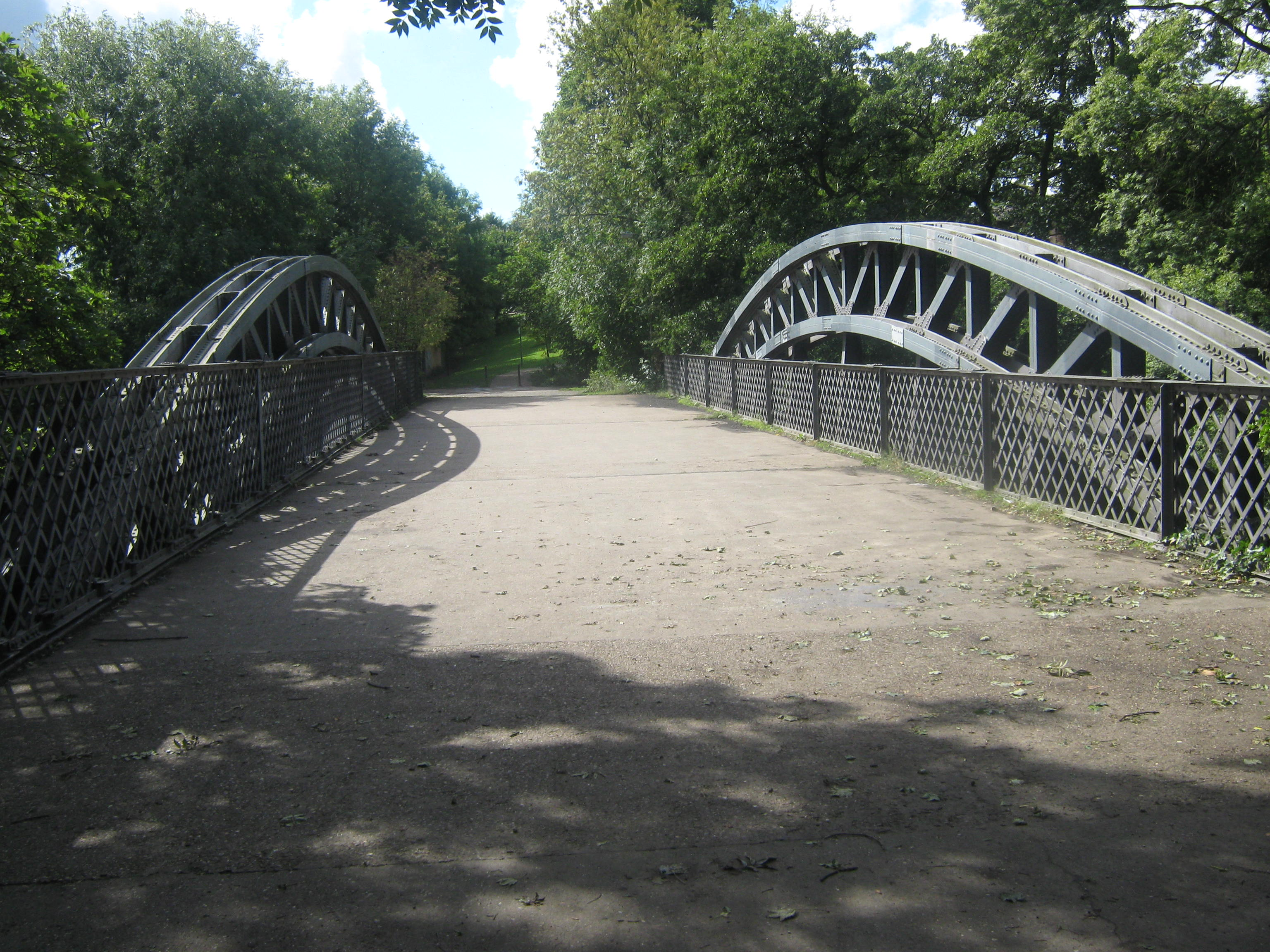
Мост Хэндисайд